# 威尔胜
威尔胜（英語：Wilson Sporting Goods Company）是一家美国体育用品生产商。

## 历史

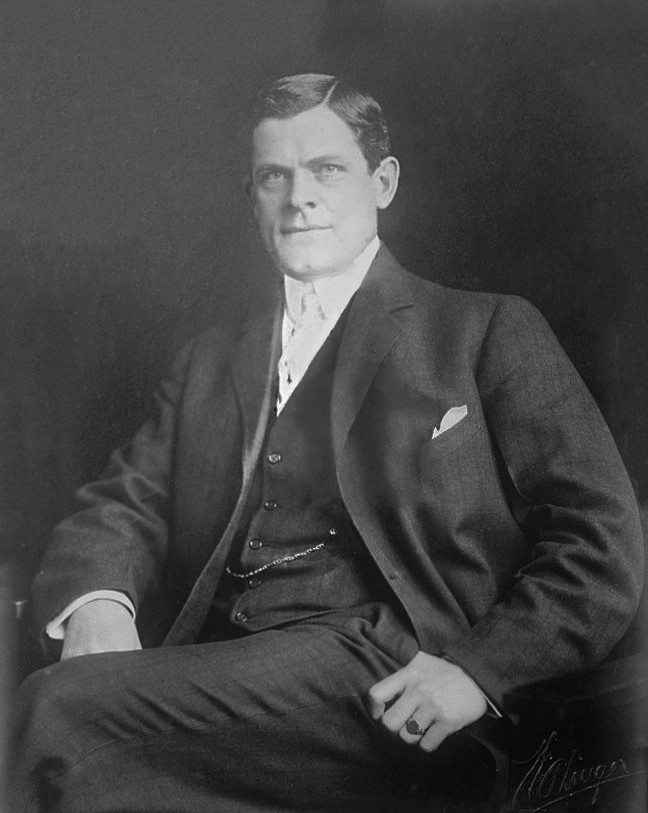
公司创始人托马斯·威尔逊

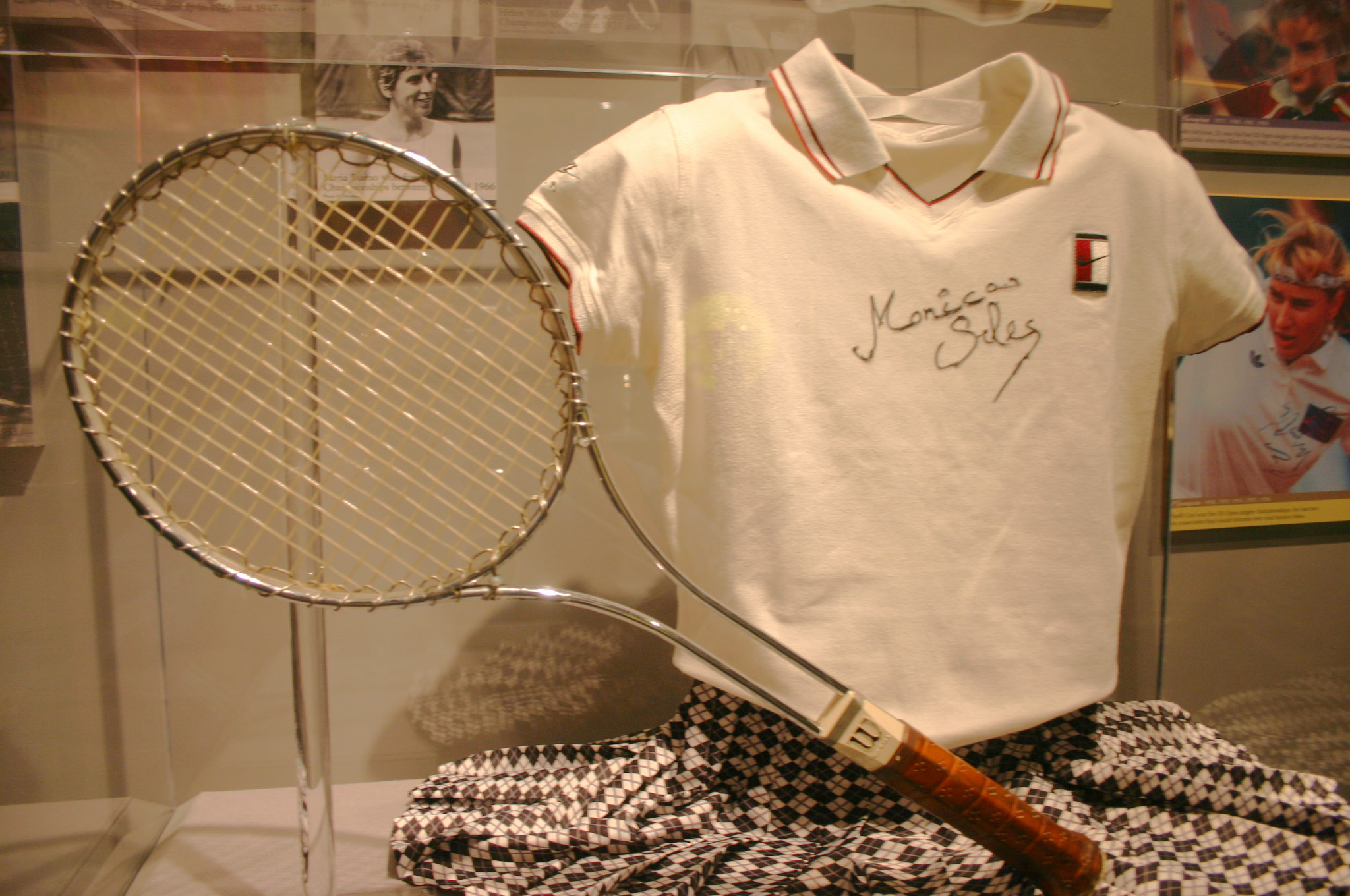
占美·干納斯使用过的球衣和球拍

1913年在美国芝加哥成立，1967年被Ling-Temco-Vought收购，三年后又被百事可乐收购，公司产品成为NBA和NFL官方指定用球，以及生产美國職業棒球大聯盟和美国奥林匹克与残疾人奥林匹克委员会大部分球队队服。1989年被亚玛芬体育收购。

## 流行文化
湯姆·漢克在其主演的電影《劫後重生》，在流落荒島時於散落的快遞中拾獲一個威尔胜品牌的排球。球上有一張用血手印畫出的笑臉，漢克為它取名威尔胜，因為在島上苦無傾訴對象，而對它產生了深深的感情。電影大獲成功後，威尔胜公司亦曾經將印有威尔胜「臉孔」的特別版排球推出市面。